# Saire
Pour les articles homonymes, voir Saire (homonymie).
La Saire est un petit fleuve côtier français, dont le bassin est entièrement situé dans le département de la Manche, en Normandie.

## Géographie
La Saire prend sa source au Mesnil-au-Val à une altitude de 140 mètres et se jette dans la Manche entre Réville et Saint-Vaast-la-Hougue après un parcours de 31 km dans le bocage du nord-est de la péninsule du Cotentin (Val de Saire). Son parcours et les environs sont agrémentés de collines boisées, vallons, prairies, landes et les petits bois de Barnavast, Blanqueville, Bouton, Pépinvast et un peu plus loin celui du Rabey, qui rappellent l'immense forêt de Brix défrichée au Moyen Âge qui couvrait le Cotentin.

### Communes et cantons traversés

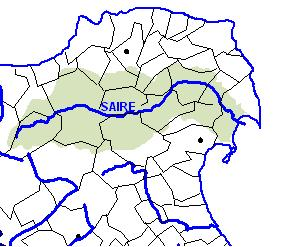
Parcours simplifié de la Saire.

Elle traverse ou délimite les communes suivantes : Le Mesnil-au-Val, Gonneville-Le Theil, Brillevast, Teurthéville-Bocage, Le Vast, Valcanville, Le Vicel, Anneville-en-Saire, Réville, Saint-Vaast-la-Hougue.

### Toponymes
La Saire a donné son hydronyme à la commune de Anneville-en-Saire.

### Bassin versant
Son bassin versant est de 125 km2 de superficie.

## Affluents
Elle a pour principaux affluents les cours d'eau suivants :
en rive droite
- le Querbe, 6,6 km, de rang de Strahler un ;
- le Querbot, 7 km, de rang de Strahler trois ;
- le ruisseau d'Escarbosville, 5 km de rang de Strahler deux ;
- le ruisseau de Houlbec, 4 km de rang de Strahler deux ;
- le cours d'eau 01 de la Bijude, 3 km de rang de Strahler deux.

en rive gauche
- fontaine du Saule, 5,6 km, de rang de Strahler un ;
- Butte, 5,1 km de rang de Strahler deux ;
- le Saouticot, 2 km de rang de Strahler deux.

### Rang de Strahler
Le rang de Strahler de la Saire est de quatre par le Querbot.

## Hydrologie
Le régime hydrologique de la Saire est dit pluvial océanique.

## Hydronymie

### Attestations anciennes
Le nom de la Saire est attesté à l'époque médiévale sous les formes fluvium Sare en 1106 (A.M. H 4838, Lessay), Sare (génitif) en 1159 - 1181 (cartulaire de Montebourg, f°1), super Saram sans date, f°135, la tut dreit u Sarre en mer chiet au XIIe siècle (Wace, Roman de Rou, I, 1074 ; Ansketilus de Sara en 1243 (A.M. H 2806, Cherbourg).

### Étymologie
Albert Dauzat, François de Beaurepaire et René Lepelley considèrent qu'il s'agit du thème hydronymique prélatin sar que l'on retrouve dans la Sarre (Saravus, IVe siècle), la Serre (Aisne), le Sarnon (Allier) et la Sarthe (Sarta, XIe siècle), etc.
L'élément *sar est une variante de *ser semblable à la racine indo-européenne *ser- signifiant « couler, s'écouler » (voir (en) -ser).

## Historique
Les Vikings appelèrent cette pointe rocheuse Sarnes qui signifie cap ou pointe de terre en scandinave.[réf. souhaitée] Jadis on l'écrivait Val de Cères en allusion peut-être à Cérès déesse de la moisson.
Il y eut jusqu'à 52 à 54 moulins dont certains produisaient du papier à partir de chiffons de lin et de chanvre notamment au Vast. Parmi ces moulins présents au XIXe siècle on peut citer sur la Saire ceux du Courray, de Barnavast, Lallemand, du Vast, sur le cours d'eau 08 de la Butte, les moulins Dubost et Fouleux, sur le Querbot ceux de Broquet, Coisel, Varette. On trouvait trois filatures le long de son cours : la Filature au lieu-dit éponyme à Gonneville, celle du Vast, et le moulin du Houx au lieu-dit le Houx à Valcanville.

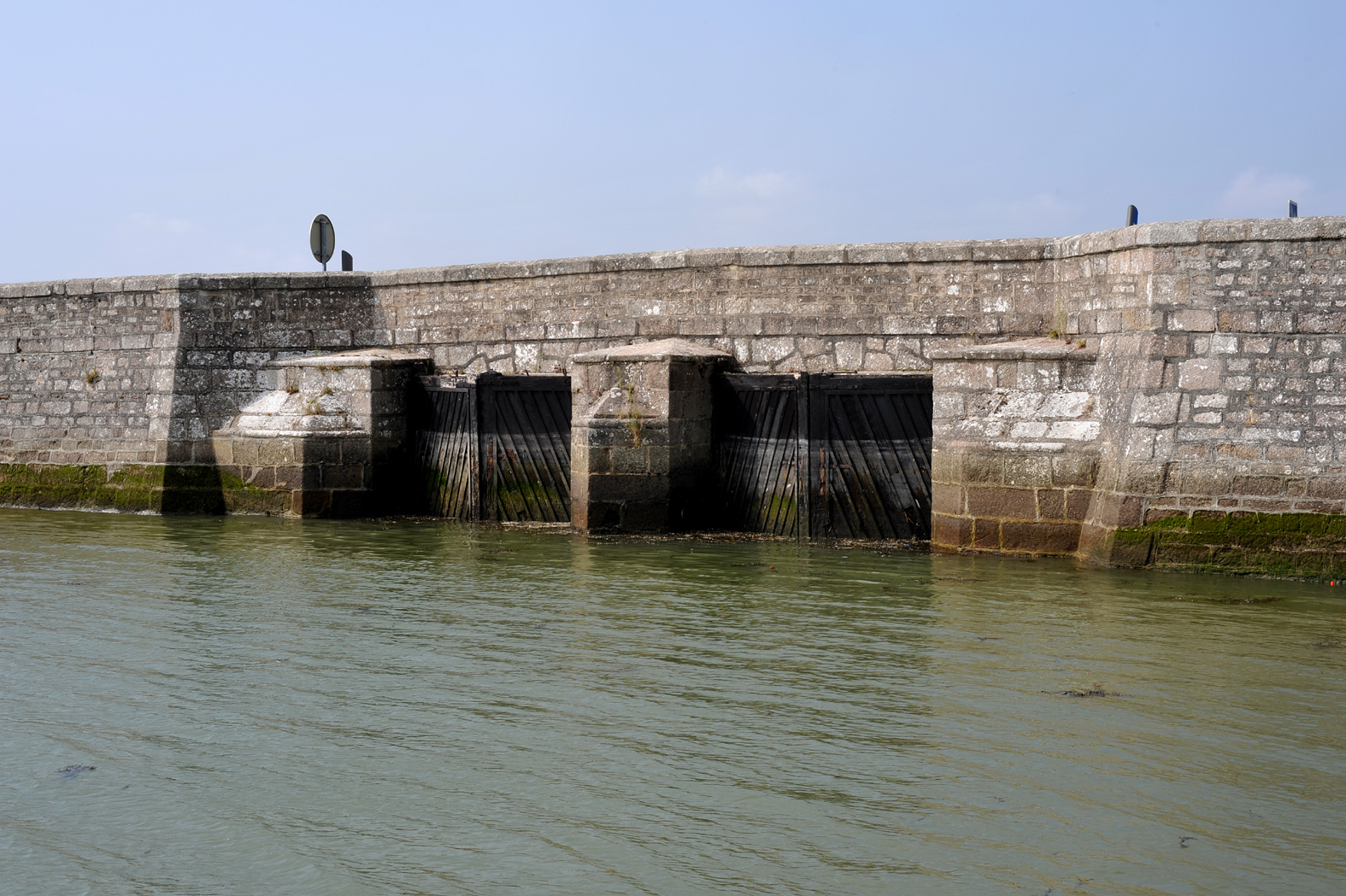
La Saire à son embouchure.
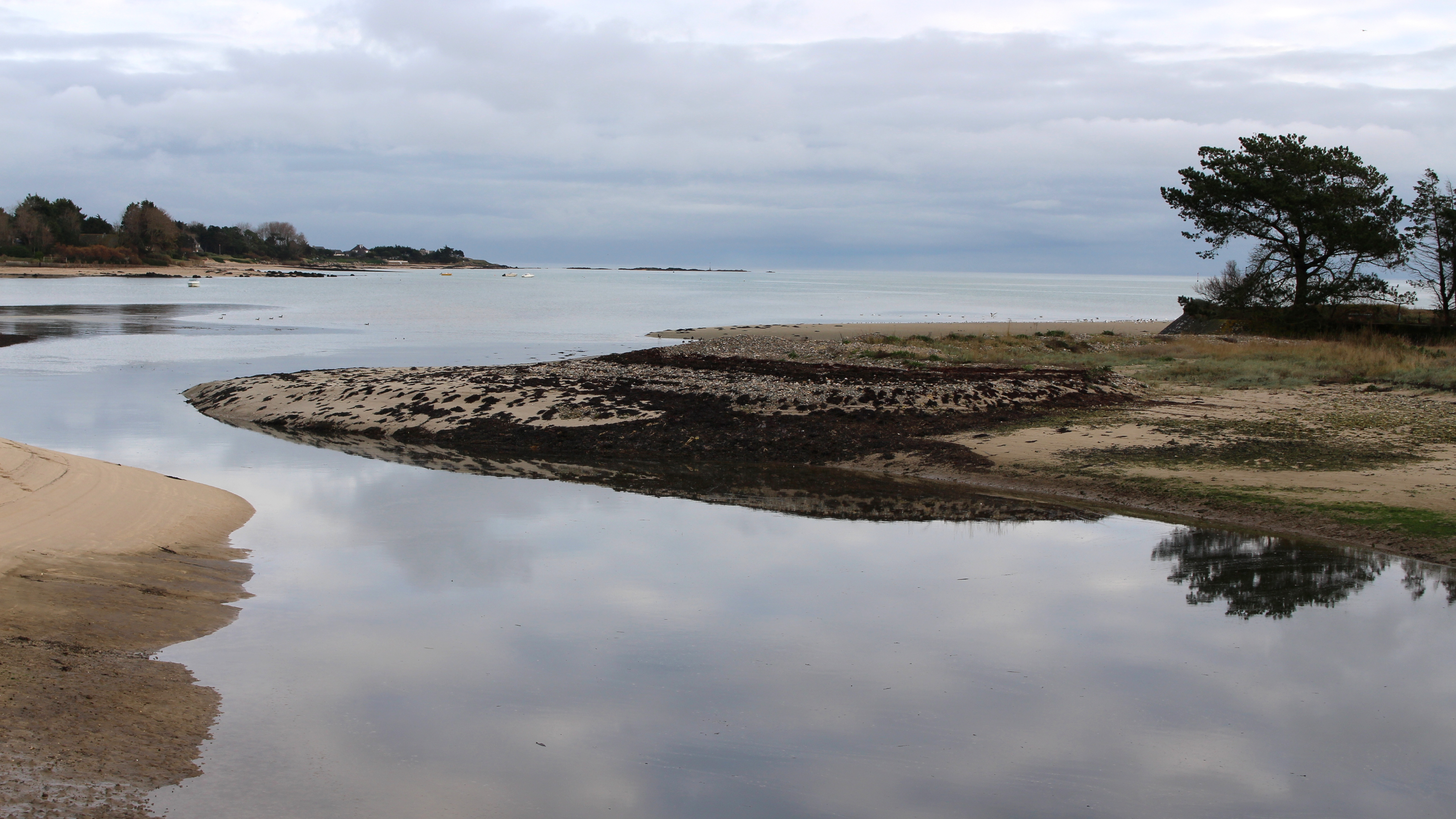
L'estuaire de la Saire.
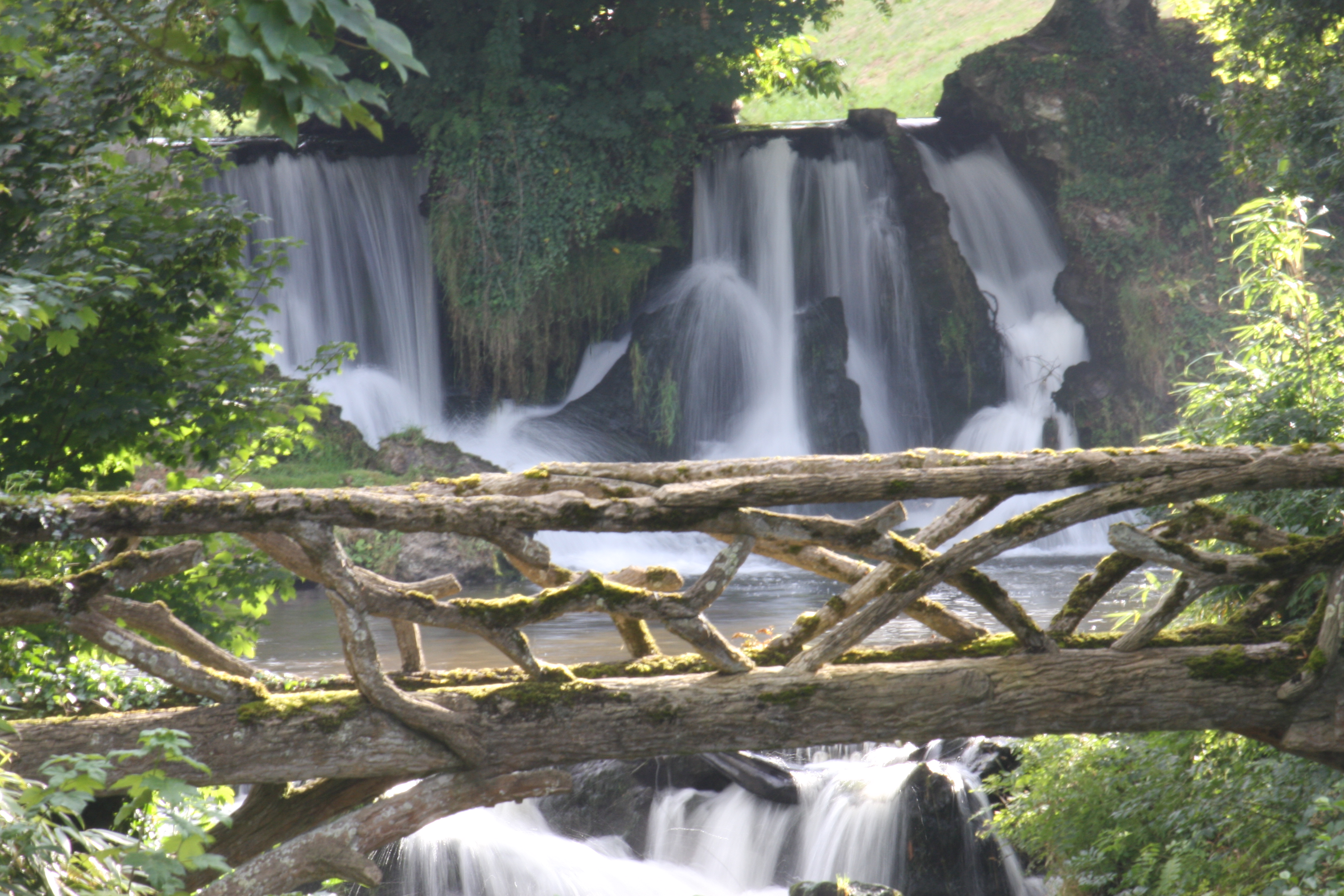
La cascade de la Saire au Vast.
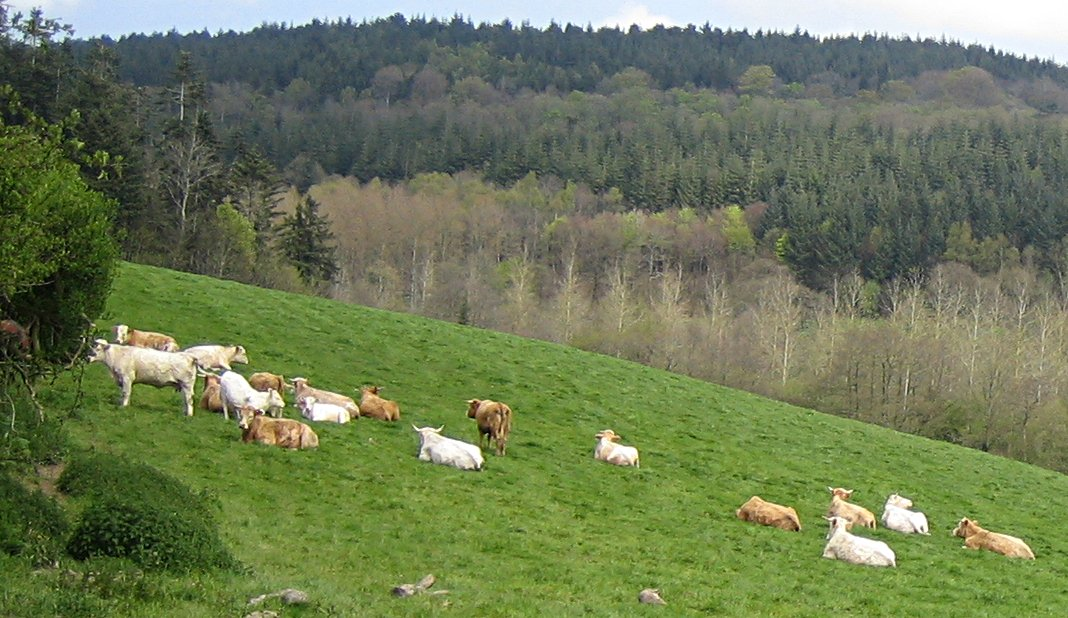
Collines surplombant la Saire au Vast.
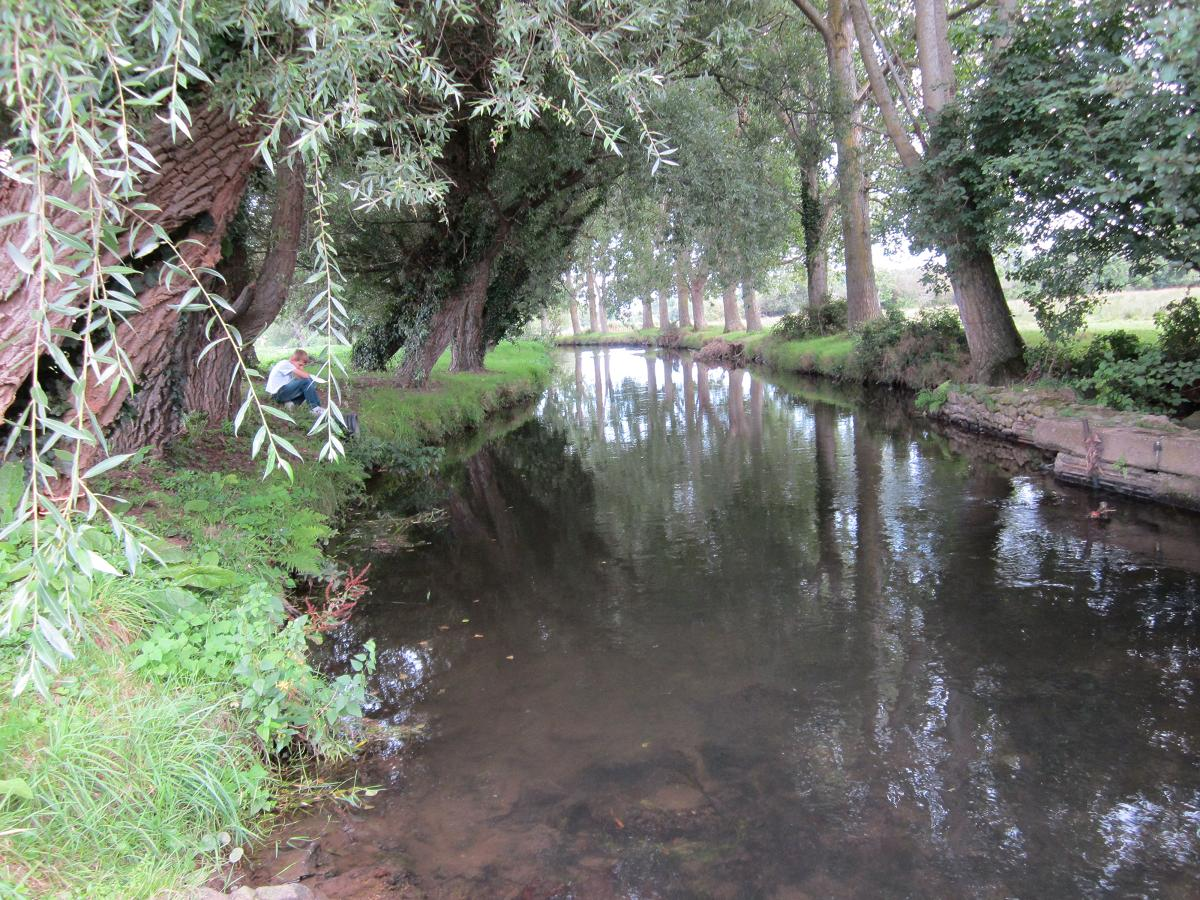
La Saire à la rue Doncanville.